# سرپاور غول‌پیکر
ماهی‌مرکب غول‌پیکر، سرپاور غول‌پیکر (نام علمی: Architeuthis) (همچنین سبیدج/صبیدج غول‌آسا) (عربی حَبّار عِملاق) یکی از اعضای خانواده سرپاورها و یکی از بزرگ‌ترین جانوران زنده زمین به‌شمار می‌رود.

## اندازه و وزن

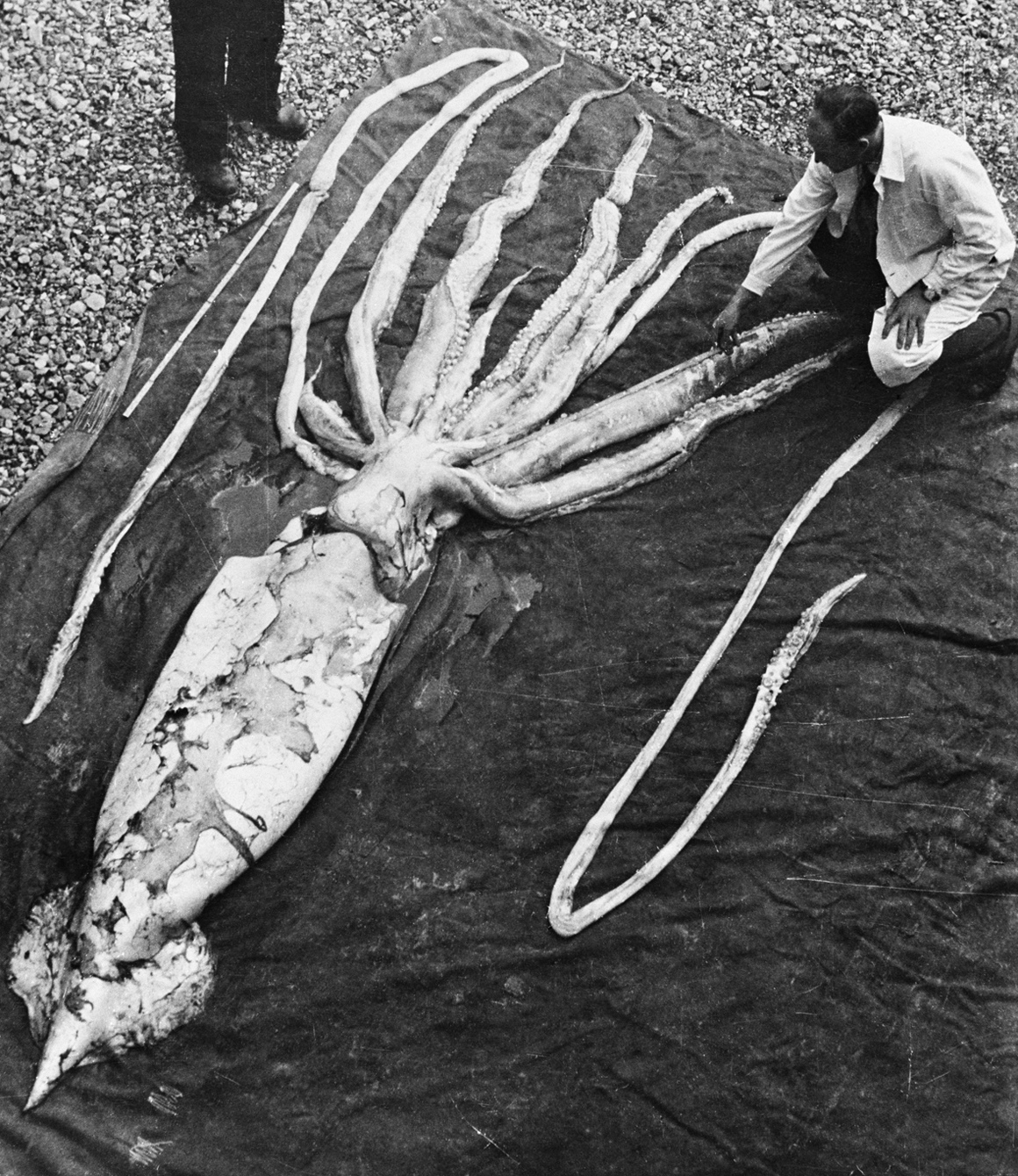
یک پژوهشگر در کنار لاشه یک سرپاور غول‌پیکر

به‌طور کلی در این موجودات ماده‌ها جثه ای بزرگ‌تر از نرها دارند، به طوری که طول ماده‌ها به حدود ۱۳ متر و وزنشان به حدود ۲۷۵ کیلوگرم می‌رسد. نرها نیز حدود ۱۰ متر طول دارند و وزنشان به حدود ۱۵۰ کیلوگرم می‌رسد. برخی گزارش‌ها اندازه این جانور را تا ۲۰ متر نیز عنوان کرده‌است که هنوز به‌طور مستند ثابت نشده‌است.

## تغذیه
ماهی‌مرکب غول‌پیکر یکی از شکارچیان برتر اعماق اقیانوس به‌شمار می‌رود و رژیم غذایی آن شامل طیف گسترده‌ای از ماهیان و نیز ماهیان مرکب دیگر را دربر می‌گیرد، احتمالاً در این جانور نیز مانند برخی گونه‌های دیگر ماهی مرکب، همنوع‌خواری نیز وجود دارد.

## دشمنان طبیعی
شکارچی اصلی ماهی‌مرکب غول‌پیکر، نهنگ عنبر است به غیر از نهنگ‌های عنبر احتمالاً این جانوران توسط نهنگ‌های خلبان نیز شکار می‌شوند. نوزادان و بچه‌ها بسیار آسیب‌پذیرتر از بزرگسالان هستند و توسط گونه‌های مختلف ماهیان از جمله کوسه‌ها تهدید می‌شوند.

## گونه‌ها
اطلاعات اندکی دربارهٔ تنوع و ویژگی‌های ماهی مرکب غول‌پیکر وجود دارد از این رو قضاوت دربارهٔ اینکه این جانداران دقیقاً چند گونه دارند نیز دشوار است برخی زیست‌شناسان ۸ گونه برای این جانوران در نظر گرفته‌اند، درحالی که تحقیقاتی تازه نشان داده‌است که این جانوران احتمالاً تنها یک گونه دارند. با این حال همچنان آگاهی دقیقی از تنوع و تعداد دقیق گونه‌های ماهیان مرکب غول‌پیکر وجود ندارد.

## پراکندگی

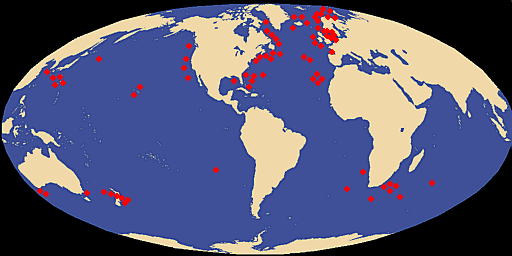
مکان‌های زندگی سرپاورهای غول با نقاط قرمز مشخص شده‌است

ماهیان مرکب غول‌پیکر در گستره وسیعی از مناطق آبی جهان از جمله مناطق آبی اطراف نیوفاندلند، نروژ، جزایر بریتانیا، اسپانیا و ژاپن وجود دارند.